# Lilla Lönnvattnet
Lilla Lönnvattnet är en sjö i Falu kommun i Dalarna och ingår i Dalälvens huvudavrinningsområde. Sjön har en area på 1,05 kvadratkilometer och ligger 219,1 meter över havet. Sjön avvattnas av vattendraget Knivån.

## Delavrinningsområde
Lilla Lönnvattnet ingår i det delavrinningsområde (671522-150521) som SMHI kallar för Utloppet av Lilla Lönnvattnet. Medelhöjden är 237 meter över havet och ytan är 7,29 kvadratkilometer. Räknas de 3 avrinningsområdena uppströms in blir den ackumulerade arean 34,9 kvadratkilometer. Knivån som avvattnar avrinningsområdet har biflödesordning 3, vilket innebär att vattnet flödar genom totalt 3 vattendrag innan det når havet efter 225 kilometer. Avrinningsområdet består mestadels av skog (77 procent). Avrinningsområdet har 1,16 kvadratkilometer vattenytor vilket ger det en sjöprocent på 15,9 procent.